# Elis Sandin
Jonas Elis Sandin (ur. 31 października 1901 w Undrom, zm. 15 lipca 1987 w Ullånger) – szwedzki biegacz narciarski, reprezentant klubu Salsåker-Ullångers IF, uczestnik Zimowych Igrzysk Olimpijskich 1924.
W biegu olimpijskim na 18 km stylem klasycznym w Chamonix zajął ósmą pozycję ze stratą 4 minut i 53,6 sekund do zwycięzcy – Thorleifa Hauga.

## Osiągnięcia

### Igrzyska olimpijskie
| Igrzyska       | Data          | Konkurencja                      | Czas      | Miejsce | Strata | Zwycięzca     | Źródło |
| -------------- | ------------- | -------------------------------- | --------- | ------- | ------ | ------------- | ------ |
| 1924, Chamonix | 2 lutego 1924 | bieg na 18 km techniką klasyczną | 1:19:10,4 | 8.      | 4:53,6 | Thorleif Haug | [ 2 ]  |